# مايكل ليمبيك
مايكل ليمبيك (بالإنجليزية: Michael Lembeck)‏ هو مخرج وممثل أمريكي، ولد في 25 يونيو 1948 ببروكلين في الولايات المتحدة.

## أعمال

### أفلام
- (2011) شاربي في مغامرة رائعة

### مسلسلات
- الجميع يحب رايموند

## وصلات خارجية
- مايكل ليمبيك على موقع IMDb (الإنجليزية)
- مايكل ليمبيك على موقع ألو سيني (الفرنسية)
- مايكل ليمبيك على موقع ميوزك برينز (الإنجليزية)
- مايكل ليمبيك على موقع أول موفي (الإنجليزية)
- مايكل ليمبيك على موقع بوكس أوفيس موجو (الإنجليزية)
- مايكل ليمبيك على موقع قاعدة بيانات الأفلام السويدية (السويدية)
- مايكل ليمبيك على موقع إن إن دي بي (الإنجليزية)
- مايكل ليمبيك على موقع قاعدة بيانات الفيلم (الإنجليزية)
- مايكل ليمبيك على موقع كينوبويسك (الروسية)